# Grèce aux Jeux olympiques d'hiver de 2018
La Grèce participe aux Jeux olympiques d'hiver de 2018 à Pyeongchang en Corée du Sud du 9 au 25 février 2018, il s'agit de sa dixième-neuvième participation à des Jeux d'hiver.
Conformément à la tradition, sa délégation ouvre le défilé des athlètes lors de la cérémonie d'ouverture.

## Participation
Aux Jeux olympiques d'hiver de 2018, les athlètes de l'équipe de Grèce participent aux épreuves suivantes : 
| Sport       | Hommes | Femmes | Total |
| ----------- | ------ | ------ | ----- |
| Ski alpin   | 1      | 1      | 2     |
| Ski de fond | 1      | 1      | 2     |
| Total       | 2      | 2      | 4     |

## Résultats

### Ski alpin
Hommes
| Athlète          | Épreuve      | Manche 1 | Manche 2 | Total   | Total |
| Athlète          | Épreuve      | Temps    | Temps    | Temps   | Rang  |
| ---------------- | ------------ | -------- | -------- | ------- | ----- |
| Ioannis Antoniou | Slalom Géant | 1:17.38  | 1:15.92  | 2:33.30 | 46    |
| Ioannis Antoniou | Slalom       | DNF      | DNF      | DNF     | DNF   |

Femme
| Athlète     | Épreuve      | Manche 1 | Manche 2 | Total   | Total |
| Athlète     | Épreuve      | Temps    | Temps    | Temps   | Rang  |
| ----------- | ------------ | -------- | -------- | ------- | ----- |
| Sofía Rálli | Slalom Géant | 1:22.46  | 1:19.20  | 2:41.66 | 52    |
| Sofía Rálli | Slalom       | 57.95    | 57.49    | 1:55.44 | 44    |

### Ski de fond
Femme
| Athlète     | Épreuve    | Finale  | Finale   |
| Athlète     | Épreuve    | Temps   | Position |
| ----------- | ---------- | ------- | -------- |
| María Dánou | 10km Libre | 31:04.1 | 76º      |

Homme
| Athlète           | Épreuve    | Qualification | Qualification | Quart de finale | Quart de finale | Demi-finale | Demi-finale | Finale  | Finale   |
| Athlète           | Épreuve    | Temps         | Position      | Temps           | Position        | Temps       | Position    | Temps   | Position |
| ----------------- | ---------- | ------------- | ------------- | --------------- | --------------- | ----------- | ----------- | ------- | -------- |
| Apóstolos Angelís | 15km Libre |               |               |                 |                 |             |             | 38:56.4 | 81º      |
| Apóstolos Angelís | Sprint     | 3:47.10       | 74º           | Eliminé         | Eliminé         | Eliminé     | Eliminé     | Eliminé | Eliminé  |